# Dryolimnas cuvieri
Dryolimnas cuvieri là một loài chim trong họ Rallidae.
Loài này được tìm thấy ở Comoros, Madagascar, Mayotte, và Seychelles. Một phân loài không bay được (đôi khi được xem là một loài riêng biệt), Dryolimnas (cuvieri) aldabranus (Aldabra rail), sinh sống ở Aldabra, còn một phân loài có thể bay một phần D. c. abbotti, từ Assumption tuyệt chủng đầu thế kỷ 20 do các động vật săn mồi được du nhập. Một phân loài không bay tuyệt chủng thứ tư hoặc các loài hậu duệ được biết đến từ tàn tích hóa thạch trên Aldabra, và về mặt giải phẫu gần như giống hệt với gà nước Aldabra. Phân loài này đã bị xóa sổ bởi mực nước biển dâng cao trong Pleistocene, nhưng đảo san hô đã được tái tổ hợp bởi đường sắt họng trắng sau khi nó xuất hiện trở lại; quần thể này phát triển theo cách rất giống với các phân loài đã tuyệt chủng, cuối cùng phát triển thành gà nước Aldabra hiện đại. Đây là một trong số rất ít trường hợp tiến hóa lặp đi lặp lại được quan sát, trong đó một quần thể riêng biệt bị xóa sổ khỏi một khu vực nhưng nó được tái tổ hợp bởi các thành viên của quần thể nguồn, chúng phát triển theo cách tương tự như quần thể đã tuyệt chủng.